# Døde i 1988
Døde i 1988   er en liste over notable personer, der er afgået ved døden i 1988  . 

## Januar
| - Pete Maravich - Trevor Howard |

- 4. januar – Jørn Grauengaard, dansk guitarist og orkesterleder (født 1921).
- 5. januar - Pete Maravich, amerikansk basketballspiller (født 1947).
- 7. januar – Trevor Howard, engelsk skuespiller (født 1913).
- 14. januar – Georgij Malenkov, sovjetisk politiker (født 1902).
- 20. januar – Khan Abdul Ghaffar Khan, indisk politiker (født ca. 1890).
- 22. januar – Hans Edvard Teglers, dansk journalist, redaktør og forfatter (født 1925).
- 31. januar – Bo Bendixen, dansk sanger , entertainer og danseinstruktør (født 1935).

## Februar
| - Richard Feynman |

- 1. februar – Heather O'Rourke, amerikansk skuespiller (født 1975).
- 1. februar – Gudmund Schack, dansk grosserer og idrætsleder (født 1898).
- 9. februar – Edith Hermansen, dansk skuespiller (født 1907).
- 13. februar – Georg Nørregård, dansk historiker og forfatter (født 1904).
- 13. februar – John Curulewski, amerikansk musiker (Styx) (født 1950).
- 14. februar – Frederick Loewe, amerikansk musicalkomponist (født 1901).
- 15. februar – Richard Feynman, amerikansk fysiker og nobelprismodtager (født 1918).
- 17. februar – Lisbeth Schlüter, dansk statsministerfrue (født 1944).
- 23. februar – Mogens Kilde, dansk kinoorganist (født 1917).

## Marts
|  |

- 10. marts – Andy Gibb, engelsk musiker (født 1958).
- 13. marts – John Holmes, amerikansk pornostjerne (født 1944).
- 30. marts – Martin Hansen, dansk skuespiller (født 1903).

## April
|  |

- 3. april – Kai Ewans, dansk kapelmester og jazzmusiker (født 1906).
- 13. april – Torben W. Langer, dansk chefredaktør (født 1924).
- 14. april – Hans Brenaa, kgl. dansk solodanser (født 1910).
- 26. april – Rie Nissen, dansk fotograf (født 1904).

## Maj
|  |

- 8. maj – Robert A. Heinlein, amerikansk science fiction-forfatter (født 1907).
- 10. maj – Ciaran Bourke, irsk musiker (født 1935).
- 11. maj – Kim Philby, britisk spion (født 1912).
- 13. maj – Chet Baker, amerikansk musiker (født 1929).
- 14. maj – Willem Drees, hollandsk politiker, premierminister Nederlandenes fra 1948 til 1958 (født 1886).
- 18. maj – Daws Butler, amerikansk tegnefilmsdubber (født 1916).

## Juni
|  |

- 1. juni – Sys Gregers, dansk sanger (født 1942).
- 9. juni – Jytte Hauch-Fausbøll, dansk instruktør og manuskriptforfatter (født 1923).
- 25. juni – Hillel Slovak, israelsk/amerikansk guitarist (Red Hot Chili Peppers) (født 1962).

## Juli
| - Judith Barsi |

- 18. juli – Elsa Gress, dansk forfatter (født 1919).
- 19. juli – Egil Barfod, dansk politiker (født 1913).
- 21. juli – Karen Dissing, dansk journalist (født 1937).
- 25. juli – Judith Barsi, amerikansk barneskuespillerinde (født 1978).
- 27. juli – Kaj Engholm, dansk tegner (født 1906).
- 31. juli – Jakob Bech Nygaard, dansk forfatter (født 1911).

## August
|  |

- 3. august – Frans Andersson, dansk kammersanger (født 1911).
- 8. august – Einar Dessau, dansk direktør (født 1892).
- 8. august – Carl Heinrich Petersen, dansk forfatter og historiker (født 1915).
- 12. august – Caja Heimann, dansk skuespiller (født 1918).
- 12. august – Jean-Michel Basquiat, amerikansk maler (født 1960).
- 14. august – Enzo Ferrari, italiensk bildesigner (født 1898).
- 14. august – Kay Sørensen, dansk jazzmusiker. (født 1938).
- 15. august – Eugenie Noormagi, estisk/dansk maler (født 1903).
- 18. august – Sir Frederick Ashton, britisk koreograf (født 1906).
- 26. august – Lizzie Corfixen, dansk skuespiller (født 1944).

## September
|  |

- 5. september – Gert Fröbe, tysk skuespiller (født 1913).
- 10. september – Sigurd Ømann, dansk politiker og partiformand (født 1923).
- 12. september – Christian Kampmann, dansk forfatter og journalist (født 1939).
- 29. september – Charles Addams, amerikansk tegneseriestegner (født 1912).
- 30. september – Christian Christensen, dansk politiker (født 1925).
- 30. september – Poul Georg Lindhardt, dansk professor (født 1910).

## Oktober
|  |

- 2. oktober – Sir Alec Issigonis, græsk-britisk bildesigner (født 1906).
- 19. oktober – Son House, amerikansk blues-musiker (født 1902).
- 20. oktober – Mogens Wöldike, dansk korleder (født 1897).

## November
| - John Carradine |

- 5. november – C.F. Møller, dansk arkitekt (født 1898).
- 5. november – Claus Toksvig, dansk journalist, reporter og politiker (født 1929).
- 15. november – Vilhelm Møller-Christensen, dansk læge, medicinalhistoriker og professor (født 1903).
- 20. november – Mogens Balle, dansk maler (født 1921).
- 27. november – John Carradine, amerikansk skuespiller (født 1906).

## December
|  |

- 4. december – Else Kornerup, dansk skuespiller (født 1917).
- 6. december – Roy Orbison, amerikansk sanger og guitarist (født 1936).
- 16. december – Poul Thomsen, dansk skuespiller (født 1922).
- 16. december – Sylvester James, amerikansk sanger (født 1947).
- 26. december – Herluf Bidstrup, dansk kunstner (født 1912).
- 28. december – Else Faber, dansk forfatter m.v. (født 1900).